# Kennst du mich?
 Kennst du mich? ist ein Walzer von Johann Strauss Sohn (op. 381). Das Werk wurde im Jahr 1878 komponiert und am 12. Januar 1879 im Goldenen Saal des Wiener Musikvereins unter der Leitung des Komponisten uraufgeführt.